# Masako Shinpo
Masako Shinpo (Japans: 真保正子) (Ueda, 22 januari 1913 - Tondabayashi, 19 december 1995) was een Japans atlete, die uitkwam op het onderdeel speerwerpen.

## Carrière
In 1932 kwam Shinpo uit voor Japan op de Olympische Zomerspelen op de onderdelen speerwerpen en discuswerpen. Op dat laatste onderdeel deed ze uiteindelijk niet mee. Bij het speerwerpen scherpte ze haar persoonlijk record aan tot 39,07 meter, waarmee ze op de vierde plek net buiten de medailles viel. 
In 1934 gooide ze bij een wedstrijd in Polen haar persoonlijk record, dat op 40,32 meter uitkwam.
In 1946 werd Shinpo voor de vierde, en laatste, keer nationaal kampioen. 
Shinpo werkte aan de Osaka University als onderwijzer.